# Râul Curtuiușu
Râul Curtuiușu este un curs de apă, afluent al râului Barsău. 